# Señorío de Asprillas
El Señorío de Asprillas, anteriormente llamada Asprellas, tuvo como solar la actual pedanía de Elche situada en el valle del Bajo Vinalopó. Fue adquirido por Guillem Santacilia y Malla a Jaime y Magdalena Ortiz en escritura de fecha 30 de diciembre de 1616.

## Historia
Asprillas fue, durante toda la Edad Media, una alquería sarracena que perteneció, entre 1340 y 1350, al obispado de Cartagena. Más tarde dependió sucesivamente de los infantes Fernando y Juan, hijos de Alfonso «el Benigno» (II de Valencia) y de Doña Leonor. El infante Don Fernando la cedió al noble Ramón de Rocafull. En nombre del infante Juan, el lugar fue administrado por el judío ilicitano Yosef Abentaurell.
Durante el siglo XV y gran parte del XVI Asprillas continuaría siendo habitado por sarracenos mudéjares, después moriscos o cristianos nuevos, hasta su expulsión en 1609.
En el siglo XVII el caballero Jaume Joan Ortiz y su esposa Magdalena poseían Asprillas en 1616. El 3 de diciembre de ese año vendieron el lugar a Guillem Santacilia y Malla, según consta por escritura realizada por el notario ilicitano Josep Esclapés.

## Señores de Asprillas
|      | Titular                                       | Periodo                                    |
| ---- | --------------------------------------------- | ------------------------------------------ |
| I    | Guillem Santacilia y Malla                    | (1616 - 1628)                              |
| II   | Jaime Santacilia y Caro                       | (1628 -(?))                                |
| III  | Jorge Joaquín Pascual Santacilia y Agulló     |                                            |
| IV   | Violante Elena Santacilia y Soler de Cornellá | ((?) - 1760)                               |
| V    | Bernardo Juan y Santacilia                    | (1760 - 1797)                              |
| VI   | María Manuela Juan e Ibarra                   | (1797 - (?))                               |
| VII  | Juan Bautista Roca de Togores y Juan          | ((?) - 1819)                               |
| VIII | Juan Bautista Roca de Togores y Alburquerque  | (1819 - 1833)                              |
| IX   | María Teresa Roca de Togores y Alburquerque   | (1833 - 1842)                              |
| X    | Luis Manuel Roca de Togores y Roca de Togores | (1842- 1879). Primer marqués de Asprillas. |

## Linajes
Desde la creación del Señorío de Asprillas, tres linajes han sido propietarios de este feudo, portando el título de nobleza de Señor de Asprillas: 
- Casa de Santacilia (1616 - 1760)
- Casa de Juan (1760 - 1805)
- Casa de Roca de Togores (1805 - 1879)